# Caulerpa
'''Caulerpa''' é um género de algas marinhas da família Caulerpaceae da divisão Chlorophyta (algas verdes). Como consistem em uma única célula com vários núcleos, acredita-se que se trate das maiores células do mundo. Uma espécie no Mar Mediterrâneo chega a atingir mais de 3m de comprimento, com 200 ramificações.
Algumas espécies, especialmente a Caulerpa lentillifera e a Caulerpa racemosa, são conhecidas como grampo-do-mar ou caviar-verde, e têm um sabor apimentado. São consumidas na cozinha da Indonésia, às vezes frescas, ou cozidas com açúcar. São cultivadas na província de Cebú, nas Filipinas, para consumo doméstico, e exportadas para o Japão. Pesquisas ainda não confirmadas asseguram que o alcalóide Caulerpina, encontrado em Caulerpas, pode envenenar.